# Nuno Ricardo de Oliveira Ribeiro
Nuno Ricardo de Oliveira Ribeiro, més conegut com a Maniche, és un futbolista portugués, que ocupa la posició de migcampista. Va nàixer a Lisboa l'11 de novembre de 1977.

## Trajectòria

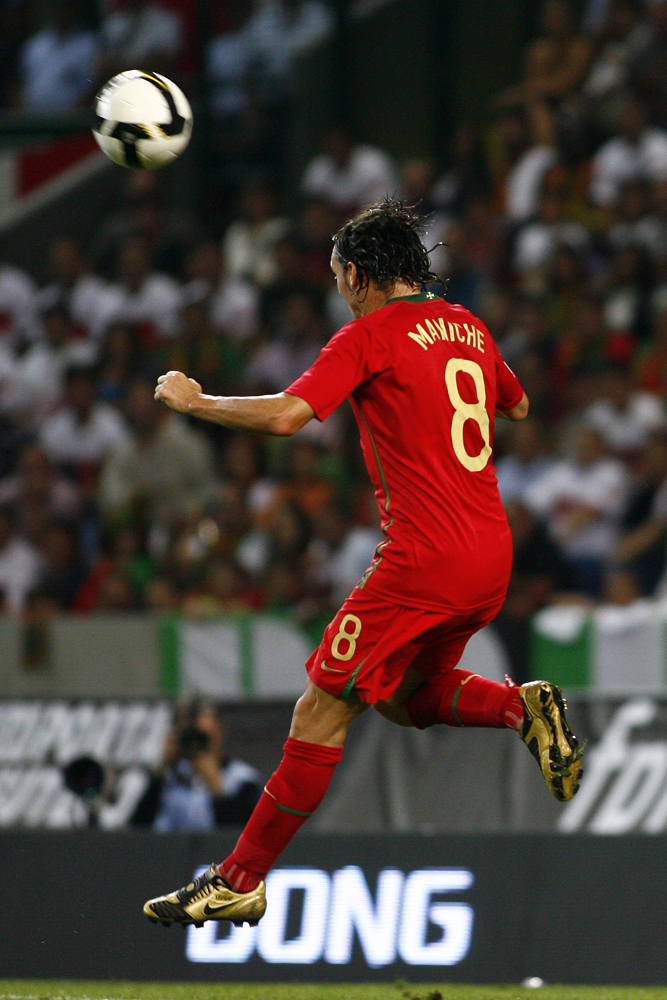
Maniche amb Portugal.

Inicia la seua carrera als equips júnior de l'Sport Lisboa e Benfica. Després d'una estada a l'Alverca, retorna al conjunt lisboeta el 1999. Tres anys després, per problemes disciplinaris, marxa al FC Porto, on viu una etapa d'èxit, tot guanyant la Copa de la UEFA del 2003 i la Champions League de l'any següent. El 2005, és transferit al Dinamo de Moscou per 16 milions d'euros.
No s'adapta al conjunt rus, que el cedeix al Chelsea FC al gener del 2006. Va tindre un paper destacat a la final de la FA Premier League del 2006, davant el West Ham, però no com s'esperava. No va poder aturar el seu oponent James Collins, va estavellar un xut al travesser i va ser expulsat. A les postres, els anglesos no van fer la seua opció de compra, tot retornant a Moscou. L'estiu del 2006 signa per l'Atlètic de Madrid. Al conjunt matalasser roman temporada i mitja, fins al gener del 2008, quan és cedit a l'Inter de Milà.
De nou a l'Atlético, comença la temporada 08/09, en la qual els matalasser juguen la Champions League. Però, després d'una picabaralla amb l'entrenador Abel Resino, queda fora de l'equip al febrer del 2009.
El juliol del 2009 signa amb el FC Colònia alemany.

## Internacional
Maniche ha estat internacional amb la selecció portuguesa en 53 ocasions, tot marcant set gols. Hi va participar en l'Eurocopa del 2004, celebrada al seu país i on va ser finalista. Dos anys després, hi està present al Mundial del 2006.
Va jugar partits de classificació per a l'Eurocopa del 2008, però finalment es va quedar fora de la selecció portuguesa, on sí que va acudir el seu germà, Jorge Ribeiro.

## Títols
- FC Porto:
  - Copa de la UEFA 2003
  - Champions League 2004
  - Copa Intercontinental 2004
  - Lliga portuguesa: 02/03 i 03/04
  - Taça de Portugal: 2002–03
  - Supercopa Cândido de Oliveira: 2003, 2004
- Inter:
  - Serie A: 2007–08